# Абулькасим-хан Насир аль-Мульк
Абульгасым-хан Насир аль-Мульк Гарагёзлю (перс. ابوالقاسم ناصرالملک‎; 1 апреля 1866, дер. Шеверин, провинция Хамадан, Персия — 3 февраля 1928, Тегеран, Иран) — иранский государственный деятель, премьер-министр (визирь) Ирана при Мохаммад Али-шахе (1907), регент Султан Ахмад-шаха (1911—1914).

## Биография
Внук Махмуд-хана Карагёзлу, сын Ахмед-хана Карагёзлу. Получил среднее образование в Тегеране, затем учился в оксфордском Баллиол-колледже. После завершения обучения работал в посольстве в Лондоне, участвовал в так называемом «Великом посольстве» при нидерландском и германском королевских дворах. Затем был переводчиком при шахском дворе. 
В 1897—1898 и 1904—1906 годах — министр финансов Персии.
В 1900—1904 годах — вали Курдистана.
В октябре-декабре 1907 года — премьер-министр Ирана.
В 1908 году в Тебризе началось восстание против власти шаха.
По поводу скрытой интервенции ничего сказано не было, и Гартвиг активно уговаривал шаха избавиться от парламента, конституции, свободной прессы и прочих демократических атрибутов, которые он и шах горячо ненавидели. Несколько недель кабинет министров возглавлял мягкий либерал Абол Касем-хан Насер ол-Молк, выпускник Оксфорда, числивший среди своих друзей сэра Э. Грея (своего однокурсника), лорда Керзона (с которым он обычно дебатировал в оксфордском колледже Баллиол), Спринг-Райса и других ведущих деятелей политических и дипломатических кругов Англии. 14 декабря Насер ол-Молк ушёл в отставку. На следующее утро он уже оказался в тюрьме с тяжёлой цепью на шее, и только личная дружба с видными англичанами спасла его от мести шаха. Вмешалось британское дипломатическое представительство, и Насеру ол-Молку разрешено было покинуть страну и уехать в Европу. Тем временем улицы заполнились толпами людей, выступающих против меджлиса, который обвинили в том, что это сборище бабистов и неверных. Была вызвана казачья бригада, но отнюдь не для того, чтобы положить конец этим демонстрациям. Шах использовал её для запугивания меджлиса и его сторонников.
4 мая 1909 году шах капитулировал. 5 мая он издал указ, назначающий дату выборов в меджлис. 10 мая ещё один указ полностью восстановил конституцию. «Англо-русские представления возымели эффект, — телеграфировал Саблин. — Кабинет, предложенный двумя миссиями, с Насером ол-Молком во главе и Са’дом од-Дойлы в качестве министра иностранных дел производит серьёзное впечатление».
В 1911—1914 годах — регент при несовершеннолетнем Султане Ахмад-шахе. Правил авторитарно, не разрешал созыв меджлиса и не допускал восстановления демократических свобод.
В июле-октябре 1912 года являлся министром иностранных дел Ирана.

## Награды и звания
Был награждён орденом Зульфикара и орденом Льва и Солнца 1 степени.